# Marcos Huerta
Marcos Antonio Huerta García, destacado deportista chileno de la especialidad de Tiro olímpico que fue campeón suramericano en Medellín 2010.

## Trayectoria
La trayectoria deportiva de Marcos Antonio Huerta García se identifica por su participación en los siguientes eventos nacionales e internacionales:

### Juegos Suramericanos
Fue reconocido su triunfo de ser el segundo deportista con el mayor número de medallas de la selección de  Chile en los juegos de Medellín 2010.

#### Juegos Suramericanos de Medellín 2010
Su desempeño en la novena edición de los juegos, se identificó por ser el nonagésimo cuarto deportista con el mayor número de medallas entre todos los participantes del evento, con un total de 2 medallas:

- , Medalla de oro: 10 m Rifle de aire Hombres
- , Medalla de oro: Tiro Deportivo 10 m Rifle Aire Equipo Hombres